# Шашов (замок)
Шашов или Шашовский замок (словац. Šášov, Šášovský hrad) — руины значительного средневекового замка на крутом обрыве левого берега реки Грон, на высоте 340 метров над городом Жьяр-над-Гроном. 

## История
Замок построен на стратегическом перекрёстке дорог из Банской Штьявницы в Кремницу и Турку, с целью охраны торговых путей и сбора пошлин. Королевский замок упоминается в 1253 году как собственность братьев Винсента и Петра де Банча, чей родственник Штефан был тогда архиепископом Эстергомским. Шашов вместе с замком Ревиште, расположенным в 15 км южнее, на другом берегу Грона, защищал проход и дорогу к горндобывающему району, особенно к серебряным рудникам Банской Штьявницы, и, вероятно, поэтому он был приобретен в 1320 году графом из Штьявницы. Замок стал центром усадьбы Шашовых. В ранних сочинениях замок упоминается также вместе с замком Шушол (Castrum de Susol ).
В 1387 году король Сигизмунд подарил замок и поместье баронам Франку и Симону Сеченьи.
Затем замок многократно менял владельцев, пока королева Беатриса, жена короля Матьяша Корвина, не подарила его семье Дочи в 1490 году, представители которой владели им вплоть до 1647 года, когда их род прервался. В 1650 году замковое имение приобрел  Гаспар Липай, но в 1677 году, во время восстания Тёкёли, замок был захвачен и разграблен восставшими. В 1704 году генерал Зигберт Гейстер был назначен командующим императорской армии на территории нынешней Словакии. Он сражался против повстанцев куруцев и 26 декабря 1704 года сумел добиться победы в битве под Трнавой. В 1708 году он отвоевал и Шашов, поджёг его, и с тех пор замок пришёл в упадок

## Описание
Готический дворец, составлявший основу верхнего замка, часто перестраивался. Жилые постройки были разбросаны по длинному узкому внутреннему двору, а в конце террасы, на самой высокой точке, находился дворец, защищенный позже треугольной башней. Двор вокруг дворца был окружен стеной с большим круглым бастионом, защищавшим вход в верхний замок. Укреплённый двор перед ней был застроен жилыми домами с круглой сторожевой башней на входе. Замок был хорошо укреплен даже в эпоху Возрождения.

## Текущее состояние
Руины замка сосредоточены вокруг центрального вытянутого внутреннего замка, увенчанного круглым бастионом. Перед ним проходит подъездная дорога к замку, которая вела сюда через укрепленный двор с небольшим бастионом, которые сейчас почти полностью разрушены. На горном массиве над замком руины ещё одной небольшой крепости. 
Текущая деятельность по спасению Шашовского замка началась в 2003 году, когда была основана Ассоциация спасения Шашовского замка. В 2013 году был составлен договор аренды земли при финансовой поддержке Министерства культуры Словацкой Республики и начались работы по консервации руин замка .
Деревня Шашовское Подградье, сейчас часть города  Жьяр-над-Гроном с 1971 года, расположена в 2 км к юго-востоку от центра города. Она упоминается с XIII века, как собственность замка, и её история была неразрывно связана с историей замка, которому она принадлежала.